# Lübecker Marzipan

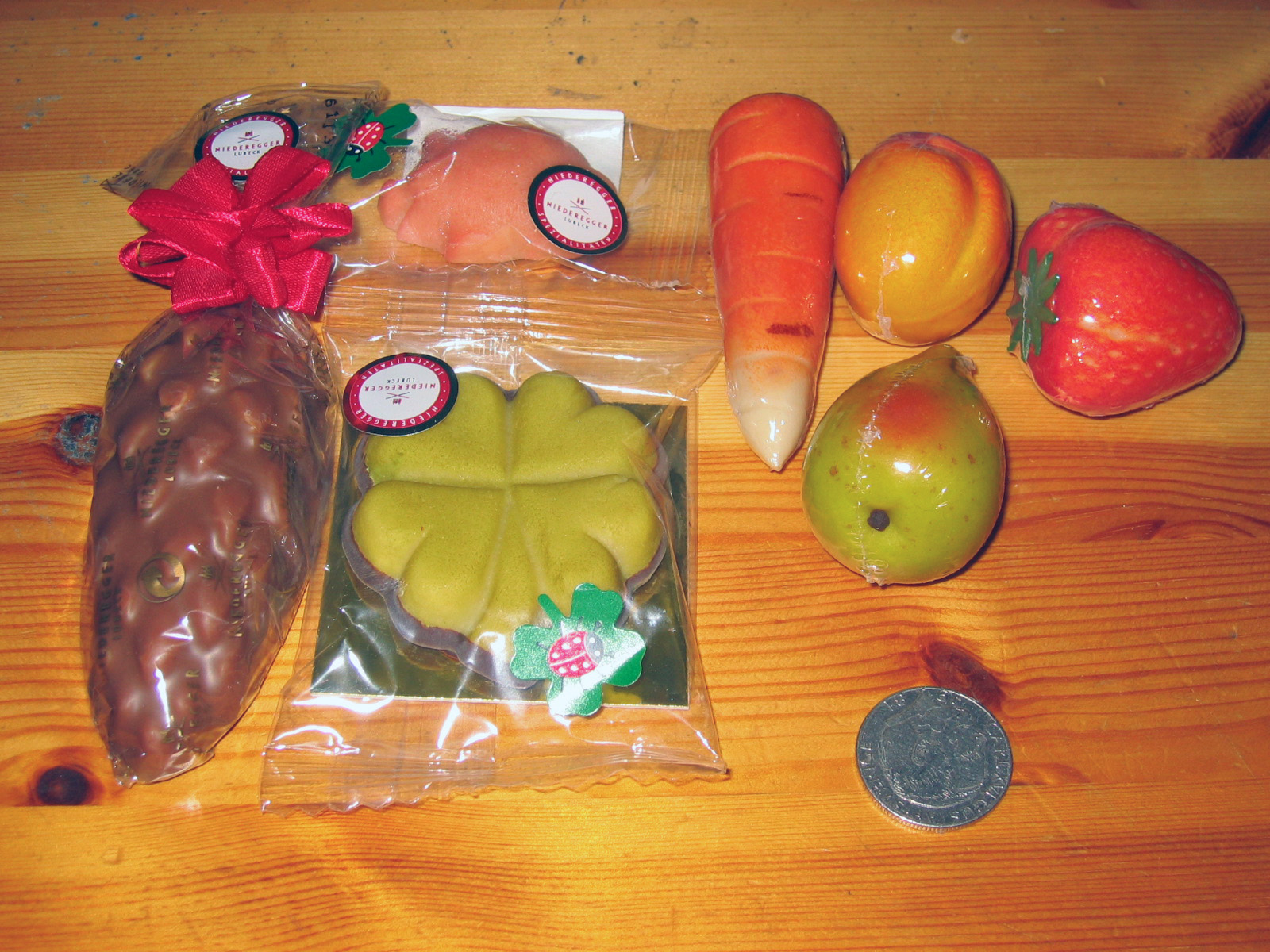
Sélection de différents massepains produits par Niederegger.

Lübecker Marzipan est le nom donné à un massepain produit principalement à Lübeck dans le Land de Schleswig-Holstein.
Depuis 1996, le Lübecker Marzipan est reconnu par un label de qualité (g.g.A).

## Description
Il existe plusieurs qualités de « marzipan », selon le pourcentage de pâte d'amandes. Le véritable marzipan de Lübeck doit contenir au moins 70 % de pâte, le reste en sucre ajouté.
Cette qualité est surveillée par une association des fabricants de massepain à Lübeck  créée en 1974.

## Histoire
Produit de luxe du fait du prix de ses ingrédients, le marzipan n'est vendu que par les apothicaires pour ses propriétés médicinales : mélangé à des perles ou coraux concassés, il est bénéfique pour le cœur, mélangé à du cognac, il soulage des céphalées, et, additionné de thym, calme les douleurs pectorales. 
Toujours fabriqué par les apothicaires, le marzipan devient néanmoins de plus en plus souvent un dessert de fête tel que fiançailles et mariages. En outre, donné en cadeau, le marzipan a la réputation de rendre amoureux. C'est lors de l'abolition des corporations en 1806 seulement que les confiseurs peuvent eux aussi ajouter le marzipan à leur fabrication. Au cours de cette période la production de sucre de betterave fait baisser les prix, permettant à de plus larges parties de la population de goûter cette friandise.
Au cours du XIXe siècle, se développe une douzaine de fabricants, parmi lesquels on peut citer par exemple Niederegger (de) ou Erasmi & Carstens (de).
En 1996, le Lübecker Marzipan obtient le label de qualité Geschützte geographische Angabe (g.g.A).

## Étymologie
Si le nom "marzipan" est bien connu des pays anglo-saxons, il est pratiquement inconnu du grand public en France, ainsi que son équivalent français "massepain" (connu uniquement dans les régions frontalières de la Belgique et de l’Allemagne). Seul le nom de "pâte d'amandes" est utilisé. 
Le nom de "marzipan" (ou "massepain" en français) est emprunté à l'italien  "marzapane" qui désigne une petite mesure de grains. Par la suite, le mot a désigné une petite boîte pour mettre des confiseries. Par métonymie, "marzapane" a désigné le contenu de la boîte, c'est-à-dire une confiserie faite d'amandes, de blancs d'œufs et de sucre (vers 1450).